# Наречена (фільм)
«Наречена» (рос. Невеста) — радянський фільм 1956 року. Екранізація однойменного оповідання А. П. Чехова.

## Зміст
Дореволюційна Росія. В одній заможній родині росте красуня Ніна. Її сватають за Андрія Андрійовича, привабливого сина священика, за яким зітхає не одна дівчина. Та прибулий з Москви в гості Саша наштовхує Ніну на думку, що живе вона не так, як личить. Ніна залишає близьких і їде до Москви.